# Espai Maragall
L'Espai Maragall és un centre d'arts escèniques a Gavà.

## Història
Va ser inaugurat el 15 de setembre de 2007, resultat de la reformació de l'antic Cine Maragall. El Cine Maragall va néixer com a cinema i sala d'espectacles el 30 de setembre de 1968, gràcies a l'empenta de quatre empresaris: Ramon Planas, Josep Vilella, Miquel Targa i Francesc Pascual.
L'any 2009 l'Espai Maragall es consolida com a centre de formació amb la posada en marxa de l'Espai Escènic, una escola d'arts escèniques per a totes les edats. Aquest projecte és impulsat per l'ajuntament i la companyia local La Roda Produccions. El mateix any l'Espai recupera una de les seves funcions històriques, la de sala de cinema, de la mà del Cine Club Gavà i amb la projecció d'una pel·lícula el primer divendres de cada mes.
Una part important de la programació professional la formen les propostes escèniques per al públic familiar de La Xarxa qui va celebrar el seu 30 aniversari el 2012 com a referent dels espectacles infantils i juvenils a Gavà.
A part de la programació d'espectacles professionals, l'espai Maragall s'ha consolidat, en aquests deu anys, com a mirall de les propostes dels grups locals. En una aposta per fomentar el teatre amateur a Gavà, es crea el 2016, una comissió de treball amb les companyies de teatre amateur locals. Fruit d'aquestes trobades neixen projectes com La Nit del Teatre.
L'ús diari de les instal·lacions i la gran programació d'entitats i grups locals situen l'Espai Maragall com a equipament neuràlgic de l'activitat cultural gavanenca.
A més de ser un espai d'exhibició i formació, l'espai Maragall ha fomentat durant aquests 10 anys el suport a les companyies estables en la seva tasca creativa amb el programa Gavà (amb la creació). És l'exemple dels gavanencs La Roda Produccions o la companyia Òpera prima que han fet residència a l'espai Maragall durant aquest últim any.

## L'espai
L'Espai Maragall té una capacitat per a 534 persones, i en total hi ha aproximadament uns 2.200 m² de superfície. L'espai està dividit en tres pisos i un vestíbul. Els pisos són:
- el subterrani: hi ha els camerinos i dues sales, una de 70 m² i una altra de polivalent de 100 m². Aquesta segona sala l'han dividida en dues sales de 50 m², on es fan els tallers de teatre i dansa.
- la planta baixa: per una banda hi ha el vestíbul, que té forma de plaça i es fa servir com a sala d'exposicions. Per l'altra banda hi ha la platea, amb els sis-cents seients distribuïts en dinou files i un escenari de 120 m².
- i el primer pis: amb una sala d'assaigs de 75 m² i la cabina de control.